# Wakita
Wakita is een plaats (town) in de Amerikaanse staat Oklahoma, en valt bestuurlijk gezien onder Grant County.
Wakita komt voor in de film Twister, waarbij tornadojagers door het dorp scheuren. Saillant detail is dat er in het echt regelmatig tornado’s door het dorp razen.

## Demografie
Bij de volkstelling in 2000 werd het aantal inwoners vastgesteld op 420.
In 2006 is het aantal inwoners door het United States Census Bureau geschat op 387, een daling van 33 (-7,9%).

## Geografie
Volgens het United States Census Bureau beslaat de plaats een oppervlakte van
0,9 km², geheel bestaande uit land. Wakita ligt op ongeveer 361 m boven zeeniveau.

## Plaatsen in de nabije omgeving
De onderstaande figuur toont nabijgelegen plaatsen in een straal van 24 km rond Wakita.